# Distretto di Ičnja
Il distretto di Ičnja (in ucraino Ічнянський район?) era un distretto (rajon) dell'Ucraina, situato nell'oblast' di Černihiv. Il suo capoluogo era Ičnja.
È stato soppresso con la riforma amministrativa del 2020.